# Amastra
Amastra es un género de molusco gasterópodo de la familia Amastridae en el orden de los Stylommatophora.

## Especies
- † Amastra albolabris
- † Amastra cornea
- † Amastra crassilabrum
- Amastra cylindrica
- † Amastra elongata
- † Amastra forbesi
- Amastra micans
- † Amastra pellucida
- † Amastra porcus
- † Amastra reticulata
- Amastra rubens
- Amastra spirizona
- † Amastra subrostrata
- † Amastra subsoror
- † Amastra tenuispira
- † Amastra umbilicata